# Luděk Galuška
Luděk Galuška (* 22. února 1960 Uherské Hradiště) je český archeolog, byzantolog a publicista, od roku 2015 vedoucí Centra slovanské archeologie Moravského zemského muzea.

## Biografie
Dětství prožil v Ostrožské Nové Vsi, maturoval na Gymnáziu Uherské Hradiště. Je absolventem studia archeologie na Filozofické fakultě Komenského univerzity v Bratislavě se specializací na slovanskou archeologii. Specializuje se na raně středověké státní útvary s přihlédnutím k Velké Moravě a na etnogenezi Slovanů.
Po absolvování studia v roce 1983 se stal pracovníkem Prehistorického oddělení Moravského zemského muzea v Brně, později Archeologického ústavu MZM. Již jako student spolupracoval na výzkumu se svým učitelem Vilémem Hrubým, jehož se po jeho smrti roku 1985 stal nástupcem. Je vedoucím pracoviště Centrum slovanské archeologie se sídlem v Uherském Hradišti a vedoucím archeologických výzkumů v lokalitách Staré Město, Hluk, Ostrožská Nová Ves, Modrá u Velehradu, hradisko svatého Klimenta u Osvětiman. Podporuje využívání moderních vědeckých postupů v archeologii a vede výzkumný projekt, v rámci nějž byl v prosinci 2015 proveden sběr vzorků DNA dobrovolníků z řad obyvatel Uherského Hradiště a okolí se záměrem zjistit metodami genetické genealogie, zda se mezi současnou populací nacházejí osoby rodově spřízněné s původci kosterních pozůstatků pohřbených na Výšině sv. Metoděje.
Externě přednáší studentům jako docent středověké archeologie na Masarykově univerzitě v Brně.
Je spoluautorem projektu Archeologický skanzen Modrá – opevněné velkomoravské sídliště středního Pomoraví, realizovaného v roce 2004. Je autorem celé řady studií a článků v odborných časopisech, vydal také několik publikací, z nichž nejznámější jsou Velká Morava (1991), Uherské Hradiště – Sady – křesťanské centrum Říše velkomoravské (1996), Slované – doteky předků (2004). Je též spoluautorem dalších titulů jako Staré Město v proměnách staletí (2000), Velká Morava mezi Východem a Západem (2001), Památník Velké Moravy (2002) a Východní křesťanství (2003). Autorsky se spolupodílel na knihách o historii měst a obcí Uherském Hradišti, Starém Městě, Uherském Ostrohu, Hluku a Ostrožské Nové Vsi.
S výsledky své práce a práce kolegů seznamuje odbornou i laickou veřejnost nejen formou publikační, ale též formou popularizační ve sdělovacích prostředcích. Zaměřuje se na popularizaci archeologie a historie v rozhlase, televizi a tisku (nejčastěji Slovácké noviny, resp. Slovácký deník). Jeho přednášky a besedy o archeologických nálezech ve středním Pomoraví, pořádané spolkem Starý Velehrad v Památníku Velké Moravy ve Starém Městě se díky zajímavému podání těší nevšednímu zájmu veřejnosti.
Je autorem a spoluautorem řady scénářů tematických výstav a expozic, spoluautorem a odborným spolupracovníkem při přípravě filmových, televizních a rozhlasových relací s tematikou Velké Moravy a raného středověku. Byl odborným poradcem při natáčení filmu Cyril a Metoděj – Apoštolové Slovanů.
Ve volném čase se též věnuje hudbě, příležitostně vystupuje s kapelou Nezapomeň. Pravidelně se účastní literárních konferencí o víně v Buchlovicích.
V letech 1984–2012 bydlel v Brně, v roce 2019 žil v Ostrožské Lhotě.

## Politické působení
V krajských volbách v roce 2012 kandidoval do Zastupitelstva Zlínského kraje z 6. místa kandidátky SPOZ. Vlivem preferenčních hlasů však skončil čtvrtý, a stal se tak zastupitelem. Krátce po zvolení se však mandátu vzdal.
Ve volbách do Senátu PČR v roce 2014 kandidoval jako nezávislý v obvodu č. 81 – Uherské Hradiště. Se ziskem 11,82 % hlasů skončil na 4. místě, a nepostoupil tak ani do kola druhého.
V krajských volbách v roce 2016 neúspěšně kandidoval do Zastupitelstva Zlínského kraje z 3. místa kandidátky SPO.

## Dílo
- Galuška Luděk: Velká Morava, Moravské zemské muzeum Brno 1991
- Galuška Luděk: Uherské Hradiště-Sady – křesťanské centrum říše Velkomoravské, Moravské zemské muzeum a nadace Litera Brno 1996
- Galuška Luděk: Slované - doteky předků, O životě na Moravě v 6.–10. století, Moravské zemské muzeum Brno 2004
- Galuška Luděk: Hledání původu, Od avarských bronzů ke zlatu Velké Moravy, Search for the origin, From Avar bronze items great Moravian gold, Moravské zemské muzeum Brno 2013
- Galuška Luděk: Slované - stopy předků, O Moravě v 6.–10. století, Moravské zemské muzeum Brno 2017
- Galuška Luděk, Měřínský Zdeněk, Kouřil Pavel: Velká Morava mezi Východem a Západem, Archeologický ústav AV ČR Brno, 2001
- Galuška Luděk, Vavřínek Vladimír: Velká Morava a úloha cyrilometodějské mise. In: Východní křesťanství 2003
- Galuška Luděk, Bezděčka Pavel, Čoupek Jiří, Pojsl Miroslav, Tarcalová Ludmila: Staré Město v proměnách staletí, Slovácké muzeum Uherské Hradiště, Městský úřad Staré Město 2000
- Galuška Luděk, Měřínský Zdeněk, Kouřil Pavel: Velká Morava mezi Východem a Západem, Archeologický ústav AV ČR Brno 2001
- Galuška Luděk, Vaškových Miroslav: Památník Velké Moravy, Slovácké muzeum Uherské Hradiště 2002
- Galuška Luděk, Vaškových Miroslav, Menoušková Dana: Památník Velké Moravy, Slovácké muzeum Uherské Hradiště 2016
- Galuška Luděk, Kouřil Pavel a Mitáček Jiří: Východní Morava v 10. až 14. století, Moravské zemské muzeum, Archeologický ústav AV ČR Brno 2008
- Galuška Luděk, Frolec Ivo: Průvodce expozicí Velká Morava, Slovácké muzeum Uherské Hradiště 2009
- Galuška Luděk (sborník):Staroměstská výročí, Moravské zemské muzeum Brno, Slovácké muzeum Uherské Hradiště 1990

### Další odborné práce
- Galuška Luděk: Výrobní areál velkomoravských klenotníků ze Starého Města – Uherského Hradiště. – In: Památky archeologické. Roč. 80, č. 2 (1989), s. 405–454.
- Galuška Luděk: Staré Město, the Great Moravian Centre of the 2nd Half of the 9th Century. – In: Actes du XIIe Congrés International des Sciences Préhistoriques et Protohistoriques, Bratislava, 1–7 Septembre 1991. – Bratislava : Institut archéologique de l'Academie Slovaque des Sciences, 1993. – s. 96–102.
- Galuška Luděk: Do pitanija pro pjervšich slovjan v Moraviji. – In : Etnogenez ta ranja istorija slovjan: novi naukovi koncepciji na zlami tisjačoliť. – Lviv, 2001, s. 67–77.
- Galuška Luděk: Christianity in Great Moravia and Its Centre in Uherské Hradiště – Sady. – In : Byzantinoslavica. – Roč. LIX (1998), č. 1, s. 161–180.
- Galuška Luděk: Die grossmährische Siedlungsagglomeration Staré Město – Uherské Hradiště und ihre Befestigungen. – In : Frühmittelalterlicher Burgenbau in Mittel- und Osteuropa. – J. Henning und A. T. Ruttkay, s. 341–348.

## Ocenění
- Pamětní medaile 800. výročí příchodu cisterciáků na Moravu – udělena arcibiskupem olomouckým msgr. J. Graubnerem za přínos v bádání o Velehradu
- Medaile sv. Václava – udělena zastupitelstvem Ostrožské Nové Vsi za zásluhy o rozvoj rodné obce s přihlédnutím k výzkumné archeologické činnosti prováděné na jejím katastru.